# Ouragan Lenny
Pour les articles homonymes, voir Lenny.
L’ouragan Lenny est le seizième cyclone tropical, douzième tempête tropicale, huitième ouragan, cinquième ouragan majeur et cinquième ouragan de catégorie 4 de la saison cyclonique 1999 dans l'océan Atlantique nord. Cet ouragan de catégorie 4 qui est apparu le 13 novembre 1999 et s'est dissipé le 23 novembre 1999, atteignant une pression minimale de 933 hPa et des vents maximale soutenu de 250 km/h. Il fit 17 morts confirmés pour des dommages de près de 330 millions de dollars américains (de 1999).

## Évolution météorologique
L'ouragan Lenny a commencé comme une zone de dépressionnaire observée pour la première fois dans le sud-ouest de la mer des Caraïbes le 8 novembre. Ses orages mal organisée se sont répandus dans toute la région, produisant de fortes précipitations dans certaines parties du Mexique et de l'Amérique centrale. Le 13 novembre, à la suite des données recueillies par un avion de reconnaissance, fut déclaré une dépression tropicale nommée Seize à 18 h UTC à environ 282 km au sud des îles Caïmans. Pendant une grande partie de son existence, le cyclone tropical a maintenu une trajectoire d'ouest en est à travers la mer des Caraïbes ce qui est l'inverse de la climatologie.
Après sa formation, la dépression s'est progressivement mieux organisée et le National Hurricane Center (NHC) l'a rehaussé à tempête tropicale Lenny le 14 novembre. À 0 h UTC le 15 novembre, le système est devenu un ouragan à environ 282 km au sud-ouest de Kingston (Jamaïque). Un peu plus tard, les chasseurs d'ouragan ont signalé des vents de 160 km/h, ce qui le reclassait à catégorie 2 sur l'échelle de Saffir-Simpson. Cependant, Lenny faiblit à 137 km/h en passant au sud d'Hispaniola mais son œil s'est reformé ensuite, menant à un renforcement.
À partir du 16 novembre, l'ouragan Lenny a subi une période de 24 heures d'intensification rapide, atteignant le statut d'ouragan majeur à environ 266 km au sud du canal de la Mona. Devenant mieux organisé et développant un œil de 47 km de diamètre. Vers 12 h UTC le 17 novembre, Lenny s'est intensifié en catégorie 4 à l'approche des îles du nord-est des Caraïbes. C'était la cinquième tempête d'une telle intensité dans l'année, établissant le record du nombre de cette catégorie en une saison.
L'ouragan est passé ensuite à 120 km au sud de Porto Rico et peu de temps a atteint son intensité maximale de 249 km/h en passant à 34 km au sud de l'île de Sainte-Croix (îles Vierges des États-Unis) ce qui en a fait le deuxième ouragan le plus intense jamais enregistré au cours du mois de novembre. La reconnaissance aérien a signalé a également signalé une pression minimale de 933 hPa, une chute de 34 hPa en 24 heures. De plus, une catasonde a enregistré des vents de 340 km/h en descendant vers la surface, la vitesse de vent la plus élevée enregistrée dans un ouragan à l'époque.
À peu près au moment où son intensité a culminé, la vitesse de déplacement de Lenny a diminué  et malgré des conditions favorables, l'ouragan s'est affaibli, probablement en raison de la remontée d'eaux plus froides qu'il causait. Tard le 18 novembre, l'œil de Lenny s'est déplacé au-dessus de Saint-Martin avec des vents soutenus soufflant à 201 km/h. Après avoir continué à s'affaiblir, l'ouragan a frappé Anguilla et Saint-Barthélemy le lendemain. Il a ensuite tourné vers le sud-est, apportant de fortes pluies et des vents violents sur les îles du nord-est des Caraïbes.
Tard le 19 novembre, Lenny faiblit à l'intensité de la tempête tropicale après une augmentation du cisaillement des vents en altitude qui a exposé le centre du cyclone à la convection la plus profonde. Tôt le lendemain, la tempête a touché Anguilla. Plus tard ce jour-là, le cyclone est sorti de la mer Caraïbes, continuant vers le sud-est. Le 21 novembre, Lenny tourna vers le nord-est et fut reclassé dépression tropicale. La convection profonde était alors située à au moins 160 km à l'est du centre de plus en plus allongé. Sa trajectoire s'est courbé vers l'est pour la dernière fois tôt le 22 novembre et il s'est dissipé le jour suivant à environ 1 110 km à l'est des Petites Antilles.

## Préparatifs
Aucun préparatifs n’a été mis en œuvre.

## Impacts
| Région                    | Morts directes |
| ------------------------- | -------------- |
| En mer                    | 6              |
| Guadeloupe                | 5              |
| Saint-Martin/Sint-Maarten | 3              |
| Colombie                  | 2              |
| Martinique                | 1              |
| Total                     | 17             |

Lenny produit des dégâts considérables sur de nombreuses îles dans les Caraïbes en raison des fortes pluies et vagues sans précédent et l'action des ondes de tempête. 
- Les coûts des dommages aux îles Vierges américaines et Porto Rico sont de 165 millions $US ;
- Sainte-Croix a subi des dommages modérés, de nombreux bateaux étaient échoués sur la côte nord de l'île. Il y a eu aussi des répercussions sur les zones agricoles de l'île ;
- Les parties néerlandaise et française de l'île de Saint-Martin ont été durement touchés avec de nombreux bâtiments endommagés et des bateaux endommagés ou perdus ;
- À Saba, la tour de l'aéroport et plusieurs autres bâtiments ont été gravement endommagés ;
- La Guadeloupe subira les effets violents périphériques du système dès le 17 au matin avec la houle cyclonique de secteur sud-ouest à ouest dévastatrice sur la côte ouest de l’île de Basse-Terre, puis le 19 au matin, avec des pluies diluviennes qui provoquèrent de grandes inondations notamment sur l'île de Grande-Terre. Pour exemple, le 17, les vagues cycloniques passaient par-dessus les îlets de la réserve Cousteau à Bouillante, ce qui donne une estimation de hauteur de vague de 10 à 13 mètres. Les dégâts sur la commune de Bouillante furent considérables ;
- En Martinique la houle cyclonique atteint les 7 à 8 mètres, touchant principalement la côte Nord-Caraïbe et la commune de Saint-Pierre, envahissant la ville basse, défonçant les toits des maisons situées en front de mer et emportant la plage. Le sable charrié depuis la plage de Saint-Pierre s'est retrouvé de l'autre côté de la baie, sur la commune du Prêcheur, où les rues ont été totalement ensablées. Les conséquences économiques dues aux destructions furent très lourdes, notamment dans les domaines de la pêche, des sports nautiques et subaquatiques ainsi que dans l'hôtellerie et la restauration, de nombreux restaurants et une partie des bungalows de l'hôtel du Marouba ayant été détruits ;
- À Sainte-Lucie, au moins 70 maisons ont été endommagées. Les vagues de plus de 6 m de hauteur ont totalement saccagé les réserves marines et notamment coralliennes autour de la caldeira du Qualibou, ce qui constitua un désastre pour la faune et la flore sous-marine. Les coraux et les poissons ont été détruits, arrachés aux récifs ou écrasés et broyés contre les rochers ;
- À la Grenade, dix maisons ont été détruites et 21 petits bateaux ont été perdus ;
- Il y avait également des rapports de dommages à Saint-Vincent-et-les Grenadines, et Montserrat.

Les États-Unis rapportent le coût total des dommages de Lenny à 330 millions $US.